# Мојнешти
Мојнешти (рум. Moinești) град је у у источном делу Румуније, у историјској покрајини Молдавија. Мојнешти је трећи по важности град у округу Бакау.
Мојнешти према последњем попису из 2002. године има 24.210 становника.

## Географија
Град Мојнешти налази се у средишњем делу Румунске Молдавије. Град је смештен на реци Тротуш, у области Карпата. Од седишта округа, града Бакау, Мојнешти је удаљен око 55 km западно.

## Становништво
У односу на попис из 2002, број становника на попису из 2011. се смањио.
| 1966.  | 1977.  | 1992.  | 2002.  | 2011.  |
| ------ | ------ | ------ | ------ | ------ |
| 18.714 | 20.862 | 25.560 | 25.532 | 21.787 |

Румуни чине већину становништва Мојнештија, а од мањина присутни су само Роми. Пре Другог светског рата Јевреји су чинили значајан део градског становништва.